# Sikorsky X-Wing
Le Sikorsky X-wing était un avion expérimental américain de type mixte ou convertible alliant les caractéristiques d'un hélicoptère et celle d'un avion (technique hybride de voilure fixe et de voilure tournante). Il est considéré comme un autogire. 
Il fut mis au point entre 1983 et 1988 par l'hélicoptériste Sikorsky, le Ames Research Center de la NASA et l'agence gouvernementale américaine DARPA. Le programme était appelé au départ NASA/Army Rotor Systems Research Aircraft (RSRA). 
Son objectif était de combiner efficacement les capacités de décollage vertical d'un hélicoptère aux performances d'un avion à voilure fixe. 

## Technique
Le X-wing décollait à la verticale comme un hélicoptère grâce à son rotor principal quadripale. Le rotor pouvait ensuite être immobilisé en vol dans une position prédéterminée (en X vu de dessus par rapport à l'axe longitudinal). Les pales faisaient alors fonction de voilure fixe produisant une composante de portance supplémentaire, la portance principale étant assurée par deux ailes comme sur un aéronef à voilure fixe. L'avancement était assuré par deux moteurs à réaction installés près du fuselage.
Le rotor principal était dépourvu de plateau cyclique et les pales étaient inarticulées. En mode rotor tournant, on ne modifiait pas leur pas mais on injectait de l'air comprimé au travers des pales où il était éjecté par des clapets commandés par ordinateur pour faire effectuer à l'aéronef ses déplacements en translation latérale.
Cette technique a été reprise sur le Boeing X-50 mais abandonnée ensuite sur le convertible V-22 Osprey.

## Historique
Dès les années 1970, on avait recherché les moyens d'accroître la vitesse, les performances, la fiabilité et la sécurité des hélicoptères. De plus, on cherchait aussi à réduire le bruit (nuisances acoustiques), les vibrations et les coûts de maintenance. La division Sikorsky Aircraft de United Technologies Laboratories construisit en 1983 deux RSRA. Le Langley Research Center de la  NASA à Hampton, Virginie commença les premiers essais et transféra ensuite le projet au Ames Research Center situé à Mountain View en Californie pour y effectuer des essais en vol plus poussés.
Le RSRA vola tout d'abord au Ames-Dryden Flight Research Facility (appelé aujourd'hui Dryden Flight Research Center) à la base d'Edwards en Californie au printemps 1984. Ces tests servirent à démontrer les capacités et les performances du véhicules à voilure fixe.
Partant de là, une nouvelle série d'essais fut accomplie en 1986 avec le rotor en X et en 1987, une version plus évoluée servant à tester de nouveaux rotors et des techniques d'assistance au vol. La NASA et la DARPA demandèrent alors à Sikorsky de transformer l'un des RSRA de base pour en faire un démonstrateur du X-Wing.
Le X-wing ne devait remplacer ni l'hélicoptère ni l'avion. Il était conçu pour effectuer des missions spécifiques exigeant les caractéristiques des deux types d'aéronef : l'efficacité d'un hélicoptère à basse vitesse et celle d'un avion à vitesse élevée. Les objectifs tactiques étaient des missions d'attaque air-air et air-sol, la lutte anti-soumarine, la surveillance de l'espace aérien, l'espionnage électronique et la recherche et le sauvetage.
Le X-wing modifié fut livré au Ames-Dryden le 25 septembre 1986. Des essais de roulage au sol, des vols en mode avion et sans rotor eurent lieu en décembre 1987. Le contrat avec Sikorsky se termina en fin de mois et ne fut pas prolongé. Le programme finit officiellement en janvier 1988 sans indication de motif.